# Aleksej Ulanov
Alexej Nikolaevič Ulanov (in russo Алексей Николаевич Уланов?; Mosca, 4 novembre 1947) è un ex pattinatore artistico su ghiaccio sovietico, dal 1991 russo.

## Palmarès
Coppie con Irina Rodnina
| Risultati                 | Risultati      | Risultati      | Risultati      | Risultati      | Risultati      |
| Internazionali            | Internazionali | Internazionali | Internazionali | Internazionali | Internazionali |
| Evento                    | 1967–68        | 1968–69        | 1969–70        | 1970–71        | 1971–72        |
| ------------------------- | -------------- | -------------- | -------------- | -------------- | -------------- |
| Giochi olimpici invernali |                |                |                |                | 1º             |
| Campionati mondiali       |                | 1º             | 1º             | 1º             | 1º             |
| Campionati europei        | 5º             | 1º             | 1º             | 1º             | 1º             |
| Prize of Moscow News      | 1º             | 2º             | 1º             |                |                |
| Nazionali                 |                |                |                |                |                |
| Campionati sovietici      | 3º             | 3º             | 1º             | 1º             |                |

Coppie con Ljudmila Smirnova
| Evento               | 1972–1973 | 1973–1974 |
| -------------------- | --------- | --------- |
| Campionati mondiali  | 2°        | 2°        |
| Campionati europei   | 2°        | 3°        |
| Campionati sovietici | 3°        |           |
| Prize of Moscow News |           | 1°        |